# Neumayer-Station II
Die Neumayer-Station II, kurz Neumayer II, war eine deutsche polare Forschungsstation in der Antarktis (Neuschwabenland) auf dem Ekström-Schelfeis nahe der Atka-Bucht. Sie war nach dem Geophysiker Georg von Neumayer benannt und wurde 1992 erbaut. Sie diente als Nachfolger der Georg-von-Neumayer-Station, die 1981 in etwa zehn Kilometer Entfernung errichtet worden war, und wurde am 20. Februar 2009 durch die Neumayer-Station III abgelöst.

## Forschungsschwerpunkte
Die Station war zur Untersuchung der Geophysik, Meteorologie und Luftchemie und als Versorgungsbasis für spezielle Sommerexpeditionen errichtet worden. Seit dem Bau von Neumayer II hatte sich das Aufgabenspektrum stark erweitert, vor allem die Ozonmessungen der Atmosphäre, die Untersuchung des Meereises und das akustische Monitoring von Meeressäugern kamen hinzu.
Die Neumayer-Station II war ganzjährig besetzt. Im antarktischen Winter lebten hier maximal zehn Personen, die während dieser Zeit über Funk, Telefon und eine Internet-Standleitung mit der Außenwelt in Kontakt standen. Unter diesen Personen befanden sich ein Arzt, ein Meteorologe, zwei Geophysiker, ein Luftchemiker, ein Funker und Elektroniker, ein Elektriker, ein Ingenieur sowie ein Koch. Im Sommerhalbjahr waren bis zu 50 Personen in der Station tätig.

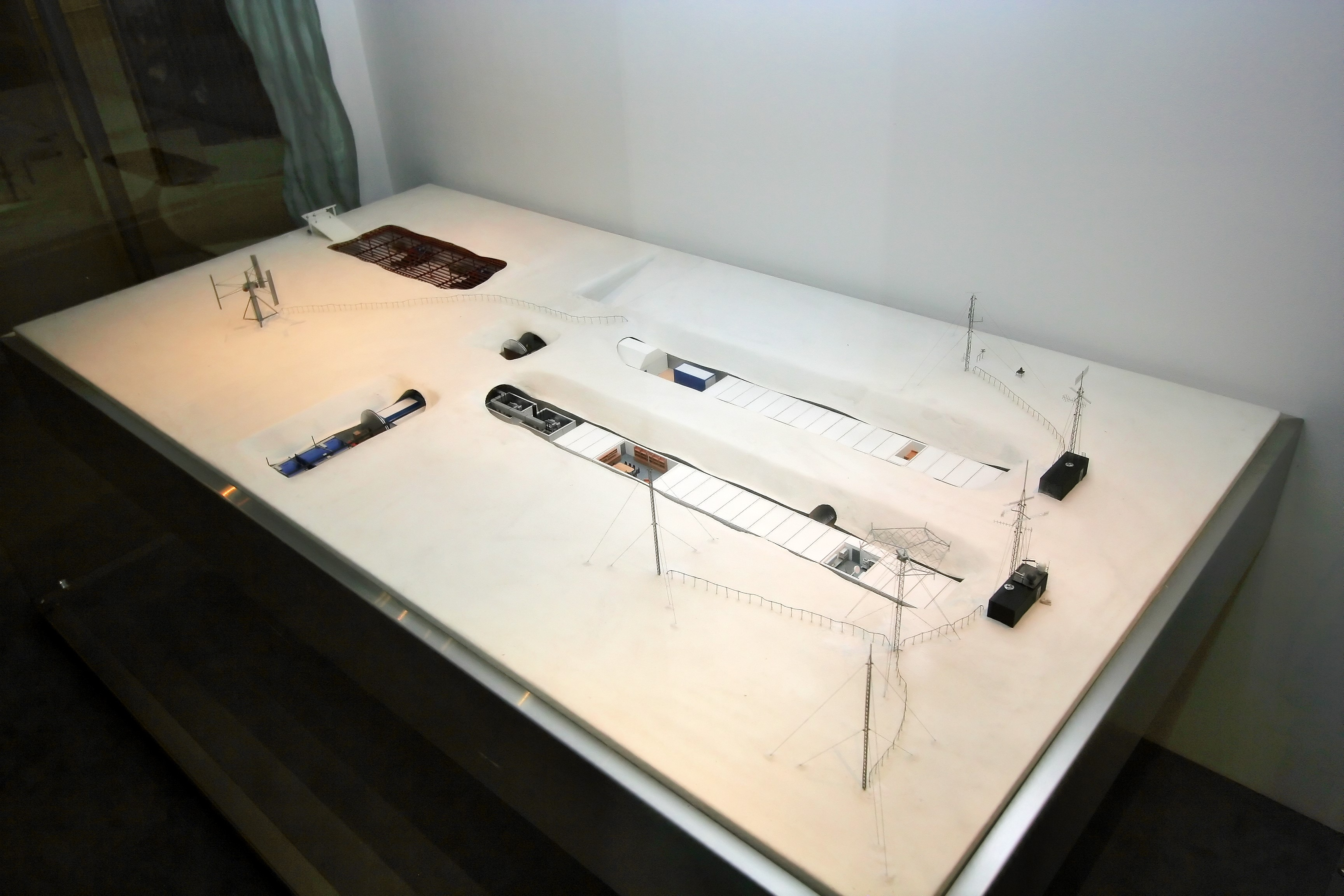
Modell der Station im Deutschen Museum Bonn

## Stationsaufbau
Der Neubau der Station bis zum März 1992 war vor allem aufgrund der Eis- und Schneelast notwendig geworden. Die Bauzeit betrug zwei Monate. Der Neubau kostete rund 20 Millionen DM. Weitgehend vorgefertigte Teile und Baumaterial mit insgesamt über 2200 t Gewicht wurde mehrere Kilometer mit Schlitten über Meer- und Schelfeis transportiert und am Bauplatz in der Atka-Bucht, circa acht Kilometer südlich entfernt gelegen von ihrer Vorgängerin Georg-von-Neumayer-Station, zusammengebaut.
Aufgebaut bestand die Station aus zwei etwa 90 Meter langen und runden Stahlröhren, in denen die Container für die Schlafkabinen, verschiedene Labore, die Küche, eine Krankenstation sowie weitere Spezialräume eingerichtet waren (u. a. Werkstatt, Funkraum, Energieversorgung, Schneeschmelze). Eine dritte, querliegende Röhre der gleichen Länge enthielt die Vorrats- und Abfallbehälter und diente als Stellplatz für die Fahrzeuge. Ein Tunnel verband diesen Komplex mit einer großen Halle, die ebenfalls als Abstellplatz für Fahrzeuge diente. Ab dem Winter 2003/04 gehörte auch die Bibliothek im Eis, ein Projekt des Künstlers Lutz Fritsch, zur Neumayer-Station.

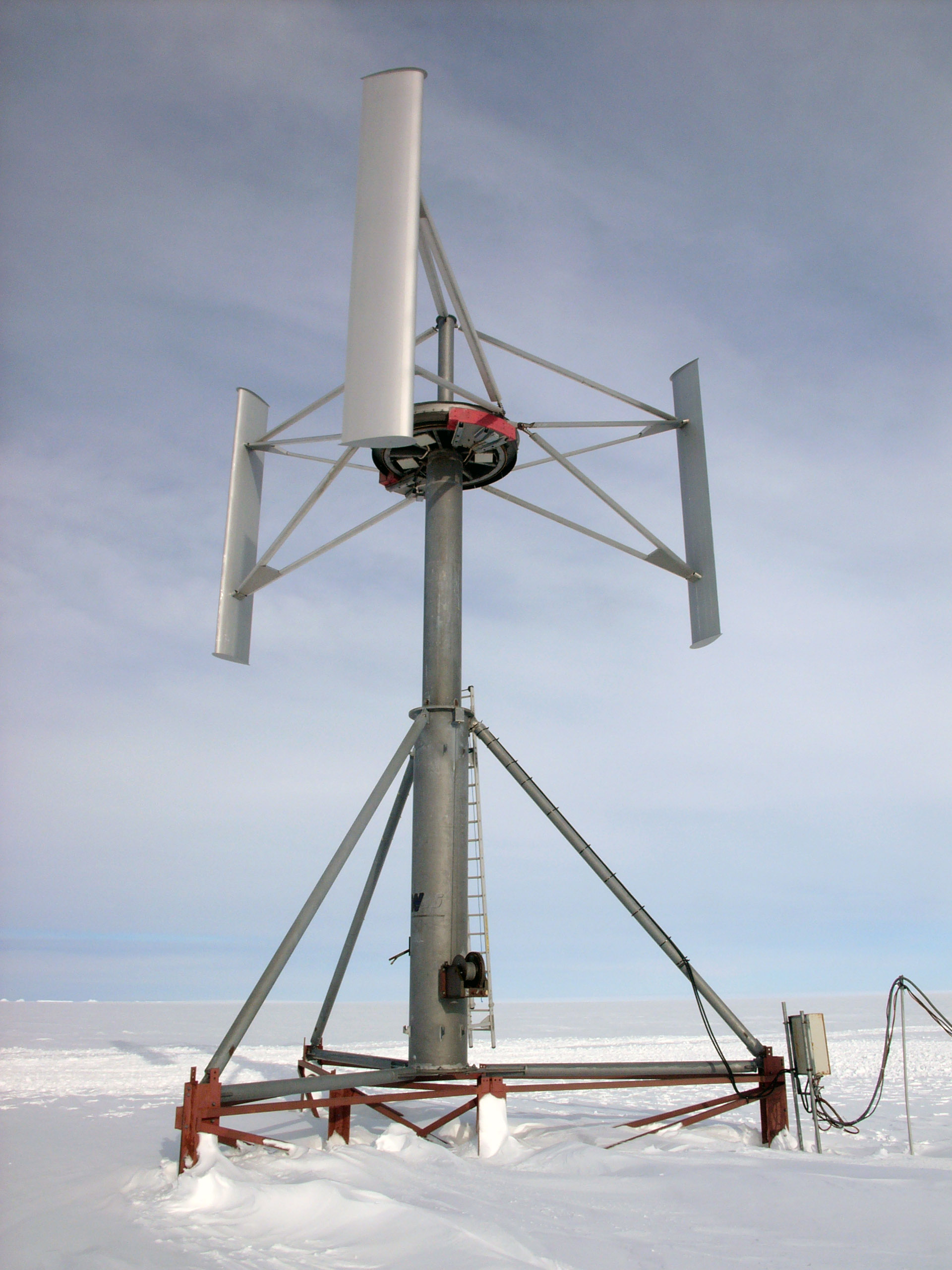
20 kW-Windgenerator an der Station

Die Station wurde durch Diesel-Generatoren mit Katalysator und Ölauffangeinrichtungen, die mit der Abwärme auch gleich die Beheizung und die Schneeschmelze sicherstellten, mit elektrischem Strom versorgt (KWK-Prinzip). Hinzu kam eine Windkraftanlage, die damals die einzige der Antarktis war und bis zu 20 Kilowatt lieferte.
Das Schelfeis, auf dem die Station errichtet wurde, ist knapp 200 Meter dick und beinahe eben. Eine etwa 1000 Meter lange Landepiste, die unter anderem von der Dornier 228-101 des Alfred-Wegener-Instituts angeflogen wurde, befand sich in 300 Metern Entfernung. Die Anlegestelle für das deutsche Versorgungsschiff Polarstern lag acht Kilometer entfernt von der Station. Die nächsten Menschen lebten auf der südafrikanischen SANAE-IV-Station etwa 225 Kilometer südöstlich.

## Nächste Generation
Auf der 28. Internationalen Antarktiskonferenz Ende Juli 2004 in Bremen teilte der Bund mit, dass man eine neue Station mit dem Namen Neumayer III für 26 Millionen Euro errichten werde. Sie sollte die bisherige Station ersetzen, da diese über das Jahr 2007 hinaus zunehmend von der Schneeauflast und den Eisbewegungen deformiert und damit unbewohnbar wurde. Die neue Station wurde 6 Kilometer südlich von Neumayer II oberirdisch errichtet und verfügt über hydraulische Hebevorrichtungen, mit denen die gesamte Station gegen ein Versinken im Neuschnee angehoben werden kann.